# Эр-Рамта
Эр-Рамта (араб. الرمثا‎) — город на северо-западе Иордании, входит в состав мухафазы Ирбид.

## История
Изначально город носил название Рамоф-Галаад (Рамот-Гильад). В эпоху римского владычества в регионе город был известен как Ramatha.

## Географическое положение
Город находится в северо-восточной части мухафазы, вблизи границы с Сирией, на расстоянии приблизительно 60 километров к северу от столицы страны Аммана. Абсолютная высота — 502 метра над уровнем моря.

## Демография
По данным переписи 2018 года численность население составляла 71 433 человек.
Динамика численности населения города по годам:
| 1994   | 2004    | 2018    |
| ------ | ------- | ------- |
| 50 022 | 471 623 | 110 326 |

## Образование
В городе базируется Иорданский университет науки и технологий (Jordan University of Science and Technology, JUST).